# José Plácido de Castro
José Plácido de Castro (São Gabriel, 9 de septiembre de 1873 — Seringal Benfica, 11 de agosto de 1908) fue un político y militar brasileño, líder de la Revolución Acreana y que gobernó la  República de Acre.

## Biografía
Era hijo del capitán Prudente da Fonseca Castro, veterano de las campañas del Uruguay y del Paraguay, y de Doña Zeferina de Oliveira Castro.
Descendiente de familia cristiana, recibió su bautismo en el nombre del abuelo de José Plácido de Castro, el comandante Pablo, después de luchar en la Campaña Cisplatina, sustituye el suelo paulista por Río Grande del Sur.
Uno de sus bisabuelos, Joaquim José Domingues, fue compañero de José Francisco Borges do Canto, en la conquista de las Misiones en 1801, cuando este territorio fue incorporado al territorio brasilero.

### Muerte

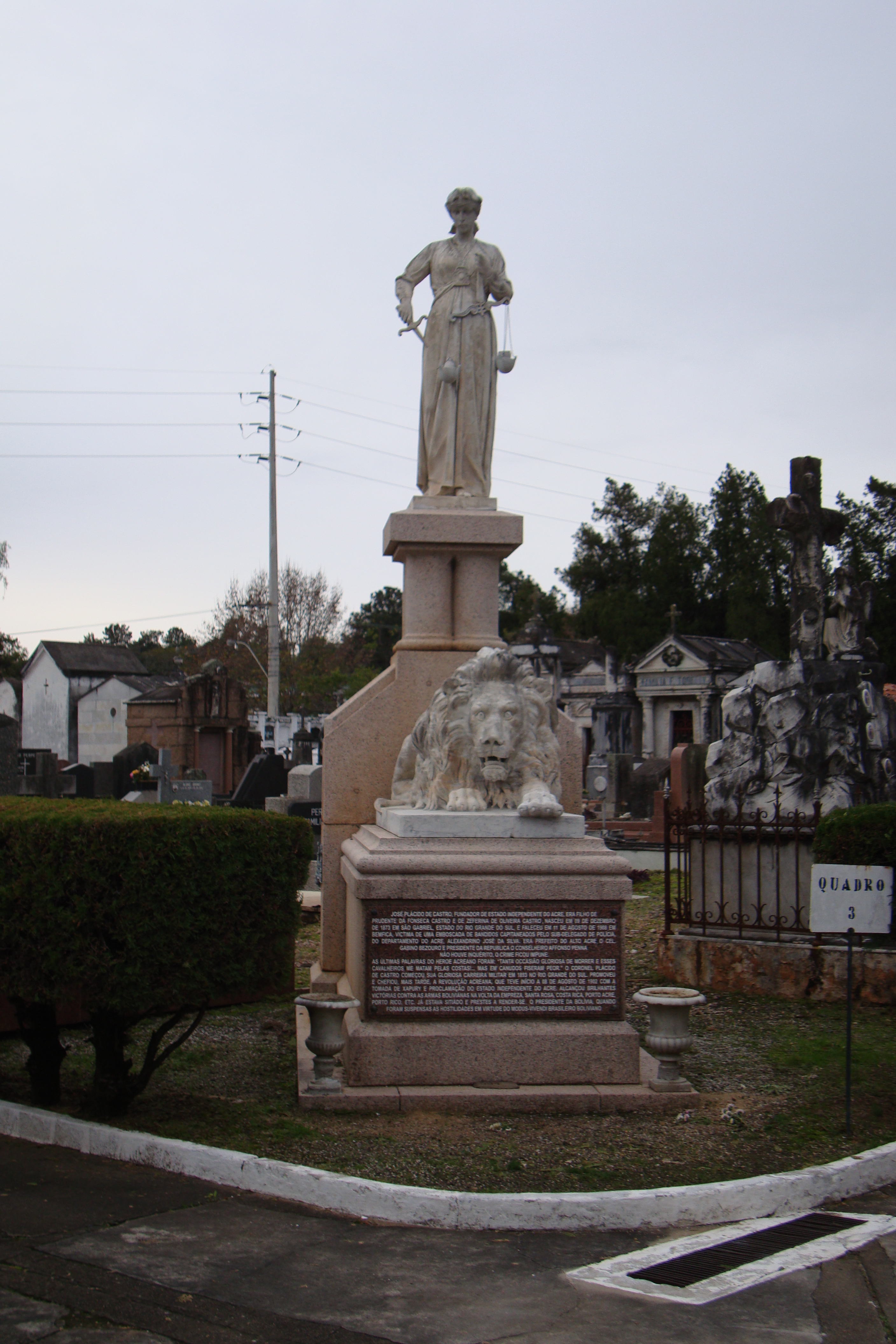
Tumba de Plácido de Castro, en Porto Alegre

En 9 de agosto de 1908, Plácido de Castro se dirigió a la propiedad, junto con su hermano Genesco Castro, cuando fue herido en una emboscada que le preparó más de una decena de hombres armados cerca de la propiedad y bajo la dirección de Alexandrino José da Silva, el subdelegado de las tropas acreanas, en la revolución de Acre. Los rumores de la época decían que el coronel no estaba satisfecho con su posición en el poder de Acre, una posición mucho más baja que la de Plácido, y así armó una emboscada.
El día 11, ardiendo de fiebre, le rogó a su hermano, Genesco, con los ojos cerrados, en presencia de varios amigos. "Tan pronto como usted pueda, retire mis huesos de aquí. Diré como el General de África: 'Esta tierra que pagó tan mal la libertad le di, no es digna de poseerlos.' ¡Ah, mis amigos, están manchadas de barro y sangre las páginas de la historia de Acre ... tanta ocasión gloriosa morir ...".
El héroe de Río Grande fue cobardemente asesinado a los 35 años, quedando este crimen para siempre sin castigo. Cerca de la propiedad de su asesino, erigido por los fieles amigos de Plácido de Castro, hay una pieza de mármol que marca el sitio de la emboscada. Sus huesos, sin embargo, fueron enterrados en la entrada del Cementerio de la Santa Casa de Misericordia de Porto Alegre. En el frente del pedestal, la familia se aseguró de dejar grabada, uno por uno, el nombre y apellido de sus catorce verdugos.

## Carrera militar y Revolución Federalista

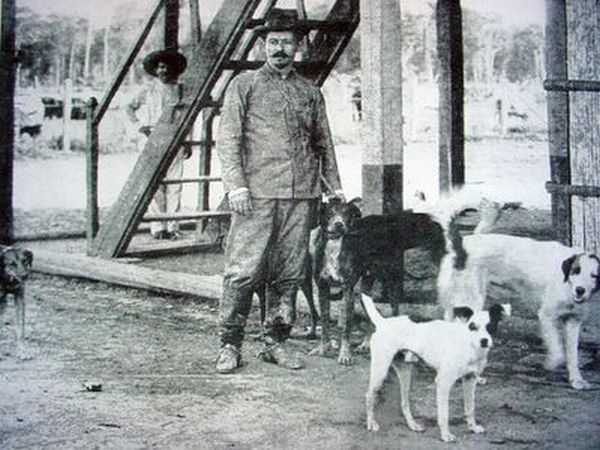
José Plácido de Castro (foto de Percy Fawcett, 1907)

Plácido comenzó a trabajar a los 12 años - cuando perdió a su padre - para sustentar a su madre y sus seis hermanos. A los 16 años, ingresó en la vida militar llegando a 2.º sargento del 1.º Regimiento de Artillería de Campaña, más conocido como "Boi de Botas", en São Gabriel, hoy cuartel del 6.º Batallón de Ingeniería de Combate. Cuando estalló la Revolución Federalista, Plácido se encontraba en la Escuela Militar de Rio Grande do Sul, el "Velho Casarão da Várzea", hoy Colegio Militar de Porto Alegre. Un grupo de oficiales y cadetes pidió el cierre de la escuela al presidente Floriano Peixoto, para que pudiesen participar, con las fuerzas legales, en combate en la Revolución Federalista. Plácido discordaba con la mayoría: afirmaba que Deodoro da Fonseca, el presidente anterior, no debió ser sustituido por Floriano Peixoto; debió haber elecciones directas, según lo dispuesto en la Constitución promulgada en ese mismo año y no una toma de posesión - como ocurrió - del entonces vicepresidente. Plácido lucho en Revolución del lado de los Maragatos, llegando al puesto de Mayor. Con el triunfo de los "Pica-paus", que defendían el gobierno de Floriano Peixoto, Plácido decidió abandonar la carrera militar y rechazó la amnistía ofrecida a los revolucionarios.
Se trasladó para Río de Janeiro, donde fue inspector de alumnos do Colegio Militar do Rio de Janeiro. Algún tiempo después, fue fiscal en los muelles del puerto de Santos, en São Paulo y, volviendo a Río, obtuvo el título de agrimensor. Inquieto y en búsqueda de desafíos, viajó a Acre, en 1899, para probar suerte como agrimensor.

## Acre y Revolución Acreana
Había en Acre, ya que los tratados de 1750 y 1777 una cuestión de límites territoriales en Bolivia. Por estos tratados, Acre pertenecía a Bolivia hasta ese momento. Sin embargo, con el auge del caucho, muchos brasileños se han asentado en la región. Debido a esto, hubo estancamiento entre Brasil y Bolivia sobre el territorio. Bolivia afirmó que los brasileños invadieron una región que era de ella, y el gobierno brasileño no reconoce la región. Los brasileños que vivían allí (desde todos los rincones del país, especialmente en el noreste) no aceptó la situación y proclamó el Estado Independiente de Acre (República de Acre), en 1899, encabezado por el español Luis Gálvez Rodríguez de Arias. Sabiendo esto, el gobierno brasileño envió tropas que disolvieron la República de Acre y Luis Gálvez fue depuesto.
En ese momento, Bolivia ha organizado una pequeña misión militar para ocupar la región. Al llegar a Porto Acre, que fue impedido por los caucheros brasileños para seguir su movimiento. Los brasileños recibieron el apoyo del gobernador de Amazonas, Silverio Neri, quien envió una nueva expedición, la Expedición de los Poetas, bajo el mando del periodista Orlando Lopes Correa. Si bien apoyó la causa revolucionaria, no Plácido participar en la expedición, anticipando el fracaso. Y eso es lo que realmente sucedió: Poco después de los "poetas", proclamó el Estado independiente de nuevo, fueron derrotados por las tropas bolivianas.
En medio de todo esto, Luis Gálvez - que fue un refugiado a Recife - en los periódicos de Manaus en un supuesto acuerdo entre Bolivia y Estados Unidos, para el arrendamiento de Acre. El contrato de arrendamiento por 30 años, la región de Acre, la asignación de 60% de los beneficios a Bolivia y el restante 40% para Bolivian Syndicate, el conglomerado anglo-estadounidense con sede en Nueva York y presidido por el hijo del entonces presidente de  Estados Unidos, William McKinley. El acuerdo también autoriza el uso de la fuerza militar como garantía de sus derechos en la región, donde Estados Unidos se comprometió a proporcionar todas las armas que necesitaba y la opción preferente para adquirir el territorio arrendado, debe ponerse a la venta. Bolivia también llevó a cabo en el caso de una guerra, dar la región de los Estados Unidos.
Plácido de Castro estaba demarcando el seringal Victoria', cuando se enteró del acuerdo por parte de los periódicos y vi esto como una amenaza a la integridad de Brasil. Mientras recluta combatientes, el gobierno de Brasil reconoció los derechos del Acre boliviano. Se abrió un movimiento armado en contra de Bolivia, por la posesión de la región.
El gobierno boliviano envió un contingente de 400 hombres, dirigida por Rosendo Rojas. Plácido, con 60 seringueiros, frente a las tropas, sino que se fortaleció en el seringal Empreza (ahora actual Río Branco), esta vez resultando vencedor.
Después, derrotó a las guarniciones bolivianas en Empreza y Puerto Alonso (ahora Porto Acre), donde se rindieron el general Ibáñez y sus soldados. El presidente boliviano, el general José Manuel Pando, y luego decide poner fin a la revuelta y, al mando de las tropas atacarán a Plácido, sin éxito.
Plácido, quien en ese momento tenía 27 años de edad, lideró una revolución fuerte, con más de 30.000 hombres, al derrotar a las tropas bolivianas, con casi 100 000 soldados oficiales, y declarando por tercera y última vez, el Estado Independiente de Acre, tornándose presidente del nuevo país.
En 1903, a través del Tratado de Petrópolis, Acre fue anexado al Brasil y el Estado Independiente fue disuelto.
En 1906 Plácido fue nombrado gobernador del Territorio de Acre. Luego viajó a Río de Janeiro, para visitar a sus familiares. En la entonces capital federal, se le ofreció los galones de coronel de la Guardia Nacional, pero Plácido lo rechazó. A su regreso a Acre, fue nombrado prefecto de la región del Alto Acre.

## Homenajes
Se tardó más de un siglo para que Brasil finalmente hiciese justicia a uno de sus héroes más valientes. El 17 de noviembre de 2004, Plácido de Castro - el Libertador de Acre, fue entronizado en Panteón de la Patria y la Libertad y había escrito su nombre en el "Libro de los Héroes de la Patria", como el nuevo héroe de Brasil. El Panteón de la Patria, construida entre 1985 y 1986, concebido como un espacio para honrar a los héroes nacionales, se encuentra en el sótano de la Plaza de los Tres Poderes en el Brasília.
Después de haber sido en gran parte responsable de la anexión del actual estado de Acre, en Brasil, después de la acción diplomática del Barón de Río Branco de Tratado de Petrópolis el 17 de noviembre de 1903, el gaucho intrépido, venerado como uno de sus más grandes héroes, es el patrón de la 4 ª Batallón de Infantería de Selva del Ejército Brasileño - "Batallón Plácido de Castro", con sede en la capital del estado y miembro del Comando de Frontera Acre - y también, la Policía Militar de Acre.
En 1976, un nuevo municipio fue creado un centenar de kilómetros de  Río Branco, que fue nombrado Plácido de Castro, en su honor. Esta ciudad, por ley, fue considerada "ciudad hermana" de  São Gabriel, lugar de nacimiento del héroe revolucionario.
A miniserie Amazônia, de Gálvez a Chico Mendes aborda la vida de Plácido de Castro, interpretado por el actor Alexandre Borges.
En 1973, centenario de su nacimiento, fue inaugurado un busto en su homenaje en la Plaza Nacioes Unidas, en Porto Alegre.